# Bullseye (Marvel)
Bullseye is een fictieve superschurk uit de strips van Marvel Comics, en een vaste vijand van Daredevil. Hij werd bedacht door Marv Wolfman en John Romita Sr., en voor het eerst in een strip getekend door Bob Brown. Echter, omdat het ontwerp van Bullseye toen al klaar was wordt Bob Brown niet gezien als een van de bedenkers van het personage.
Bullseye maakte zijn debuut in Daredevil (1e serie), #131 (Maart 1976). Verder was hij te zien in de film Daredevil en enkele computerspellen.

## Beschrijving
Bullseye is een psychopathische huurmoordenaar, die de unieke gave heeft om vrijwel elk voorwerp, zoals een speelkaart, shuriken of zelfs een potlood, in een dodelijk wapen te veranderen. Hij ergert zich dan ook mateloos aan Daredevil, omdat diens versterkte zintuigen hem in staat stellen Bullseyes aanvallen te ontwijken. Bullseye is een van Daredevils grootste en persoonlijkste vijanden, die vaak wordt ingehuurd door de Kingpin.
Bullseyes echte naam en oorsprong zijn niet bekend. Hij gebruikt wel het alias Benjamin Poindexter. In het Ultimate Marvel universum is zijn echte naam wel bekend: Lester.
In de miniserie Bullseye: Greatest Hits uit 2004 werd Bullseyes achtergrondverhaal verteld, maar er werd ook onthuld dat deze geschiedenis gedeeltelijk of misschien zelfs geheel door Bullseye is verzonnen.
Marv Wolfman, Bullseyes bedenker, is vooral beroemd van zijn werk bij DC Comics. Hier ontwierp hij een personage dat sterk lijkt op Bullseye: Deathstroke the Terminator, de perfecte huurmoordenaar.

## Biografie

### Greatest Hits
Volgens de miniserie Bullseye: Greatest Hits groeide Bullseye op in The Bronx, waar hij samen met zijn broer en vader woonde. Zijn vader was behoorlijk agressief tegenover zijn kinderen, en hun reactie hierop was dat de twee altijd met geweren speelden. Dit maakte dat Bullseye een expert schutter werd. Bullseye belandde uiteindelijk in een pleeggezin, en werd een honkbalspeler op de middelbare school. Bullseye bleek een uitstekende pitcher en mocht zelfs bij belangrijke wedstrijden meespelen. Maar toen tijdens een wedstrijd iemand van de tegenpartij hem uitschold voor lafaard, doodde Bullseye de speler door de bal met dodelijke snelheid naar zijn hoofd te gooien. Hij werd uit het team gezet en beschuldigd van moord.
Dit verhaal is een hervertelling van een ander oorsprongverhaal uit Elektra #2, waarin Bullseye werd getoond als een slechte student die in een trailerpark woonde met zijn alcoholistische vader. Hierin dood Bullseye zijn vader, maar laat het op zelfmoord lijken door een pistool in zijn vaders hand af te laten gaan met een speelgoedpijltje. Aan de waarheid van beide verhalen wordt getwijfeld.
Uiteindelijk maakten Bullseyes unieke vaardigheid en meedogenloosheid dat hij door de National Security Agency werd ingehuurd als huurmoordenaar. Hij was echter niet van plan voor hen te blijven werken. Hij probeerde een ontmoeting van verschillende kopstukken van de georganiseerde misdaad te organiseren. Zogenaamd voor een drugssmokkel, maar in werkelijkheid zodat hij er met hun geld vandoor kon gaan. Dit plan werd verstoord toen Punisher opdook en alle kopstukken vermoordde. Vervolgens ontstond een gevecht tussen hem en Bullseye, waarbij Bullseye Punisher wist te verwonden. Omdat Punisher er vrijwel niet in slaagde Bullseye te raken, schilderde Bullseye bij wijze van spot een schietschijf op zijn voorhoofd. Het gevecht eindigde toen agenten van de Drug Enforcement Administration arriveerden en Punisher vluchtte. Bullseye gaf zich over, en werd gerekruteerd om te infiltreren in het criminele netwerk van de Kingpin. Hij ontsnapte ook aan de D.E.A., en werd een van de gevaarlijkste huurmoordenaars ter wereld.
Al het bovenstaande is informatie die door Bullsye zelf werd gegeven aan overheidsagenten tijdens een ondervraging in een geheime gevangenisinstelling ergens in de Verenigde Staten. Toen hij ontsnapte, bekende Bullseye dat hij enkele delen van het verhaal, mogelijk zelfs alles, had verzonnen.

### Andere verschijningen
Hoewel Bullseye bedacht is door Marv Wolfman, is hij het meest bekend van de Daredevilstrips, bedacht door Frank Miller.
In zijn beginjaren was Bullseye een van de meest prominente vijanden van Daredevil, en confronteerde de superheld dan ook geregeld. Hij werd echter vaak neergezet als een gestoorde man. Zijn mentale toestand verslechterde nog verder toen hij een hersentumor kreeg. Door de tumor kreeg hij hallucinaties en dacht dat iedereen die hij tegenkwam Daredevil was. Bullseye werd zelfs zwaar vernederd toen Daredevil hem redde van een aanstormende trein. Nadat de tumor was verwijderd, verdwenen de hallucinaties. Maar Bullseyes mentale toestand blijft een twijfelgeval.
Bullseye staat bij fans ook bekend als de man die Elektra doodde. Dit gebeurde in een gevecht tussen de twee om te bepalen wie Kingpins vaste huurmoordenaar mocht worden. Zijn uitspraak toen hij Elektra doodde met haar eigen Sai in Daredevil #181, "You're good... but me, I'm magic", werd ook in de film gebruikt.
Bullseye ontdekte Daredevils ware identiteit, maar via een truc wist Daredevil Bullseye te laten denken dat hij ernaast zat. De twee vochten het daarna uit terwijl ze balanceerden op een paar telefoonkabels boven de grond. Bullseye viel, maar weigerde nogmaals gered te worden door zijn vijand. Toen hij Daredevil probeerde neer te steken, liet die Bullseye gewoon vallen. De val brak Bullseyes ruggengraat en verlamde hem.
Door de verlamming leek zijn carrière voorbij, totdat hij operatief een adamantium wervelkolom kreeg die zijn verlamming genas. Hierna verdween hij lange tijd uit de strips. Hij had nog een ontmoeting met de Punisher, en werd ingehuurd door de superschurk Mysterio toen die tegen Daredevil vocht.
Tijdens een zoveelste ontmoeting tussen Daredevil en Bullseye onthulde Daredevil dat hij op de hoogte was van Bullseyes verleden. Zijn echte naam was Lester, zijn moeder was een prostituee, en hij had zijn vader nooit gekend. Dit werd voor het eerst onthuld in Kevin Smiths Daredevil: The Target miniserie, waarin beloofd werd Bullseyes oorsprong te onderzoeken. Hij bespotte ook Bullseyes nieuwe schietschijftatoeage, en kerfde er een nieuwe overheen met een steen.
Momenteel is Bullseye samen met andere schurken gerekruteerd door Mr. Fantastic en Iron Man voor het nieuwe Thunderbolts team. Dit team heeft als taak de helden die zich weigeren te registreren op te jagen gedurende de “Civil War”.

## Ultimate Bullseye
In de Ultimate Marvel continuïteit verscheen Bullseye voor het eerst in de strip Ultimate Elektra als een huurmoordenaar genaamd Benjamin Poindexter. Hij werkte voor de Kingpin en was zijn voornaamste huurmoordenaar, totdat Elektra hem versloeg in een duel.
Deze incarnatie van Bullseye gebruikt over het algemeen vermommingen om dicht bij zijn slachtoffers te komen. Eenmaal verscheen hij ook in het kostuum dat hij in de standaard Marvel strips draagt. Hij heeft een schietschijf tatoeage op zijn voorhoofd, en op zijn borst.

## Krachten en vaardigheden
Bullseye heeft geen bovenmenselijke krachten. Daarentegen heeft hij wel de onovertroffen vaardigheid om vrijwel elk voorwerp in een dodelijk projectiel te veranderen. Dat maakt hem zelfs gevaarlijker dan de meeste personages die wel over superkrachten beschikken. Bullseye kan dingen doen met voorwerpen die alleen in fictie mogelijk zijn zoals, iemands keel openhalen met een speelkaart, zijn eigen tand door iemands schedel heen spugen, een papieren vliegtuigje naar een ander dak meters verderop gooien en iemand doden door een tandenstoker door een raam dat meters verderop was te gooien. Toen hij in de gevangenis zat, werd bij Bullseye een zeldzame rood/groen kleurenblindheid vastgesteld, genaamd protanopia.
Bullseye beschikt over de kracht, uithoudingsvermogen, snelheid en lenigheid van een olympisch atleet. Zijn reflexen zijn sneller dan die van enig ander mens, en hij heeft een zeer hoge oog-handcoördinatie.
Vanwege verschillende verwondingen zijn Bullseyes botten versterkt met adamantium pennen. Zijn ruggengraat is zelfs geheel van dit metaal gemaakt. Dit heeft zijn weerstand tegen verwondingen in ongewapende gevechten vergroot. Het stelt hem ook in staat acrobatische manoeuvres uit te voeren die onmogelijk zijn voor een normaal mens. In tegenstelling tot Wolverine, wiens gehele skelet bedekt is met adamantium, had Bullseye blijkbaar niet bovenmenselijke genezende kracht nodig om de operatie te overleven. Dit is waarschijnlijk omdat slechts een klein deel van zijn skelet vervangen is door adamantium. Hierdoor verstoort het metaal niet de creatie van bloedcellen door zijn beenmerg. De details van de operatie die Bullseye heeft ondergaan zijn niet bekend.
Bullseye is een expert in vechtsporten en zeer getalenteerd in het gebruik van standaard vuurwapens. Zijn favoriete wapen is echter intimidatie. Bullseye is zeer intelligent en competent. Hij bestudeert altijd de voorgeschiedenis van zijn slachtoffers zoals hun vaardigheden en relaties. Daardoor kan hij vaak nauwkeurig voorspellen wat zijn vijand zal gaan doen.

## Bullseye in andere media
- Bullseye werd gespeeld door acteur Colin Farrell in de Daredevil film. In de film heeft Bullseye een Ierse achtergrond. Zijn traditionele kostuum werd in de film vervangen door een biker/metalhead stijl kostuum met tatoeages, meerdere oorpiercings en een kaalgeschoren hoofd met een schietschijflitteken op zijn voorhoofd. Kort voor uitkomst van de film werd dit uiterlijk ook toegepast op de stripversie van Bullseye, maar dit is inmiddels teruggedraaid. Alleen het litteken in de vorm van een schietschijf is ook in de strips verwerkt en behouden. In de film gebruikt hij onder andere shuriken, Daredevils gevechtsstok, pinda’s, paperclips, speelkaarten en een pen als wapen. Hij wordt door de Kingpin ingehuurd om Elektra en haar vader te vermoorden. Hij doodt eerst haar vader met Daredevils stok, waardoor Elektra denkt dat Daredevil de dader is. Later doodt hij Elektra in een gevecht op het dak waar zij en Daredevil eerder vochten. Hij wordt uiteindelijk uitgeschakeld wanneer een politiekogel zijn beide handen doorboort, waarna Daredevil hem uit het raam van de kerk waar ze in vochten werpt. In een latere scène ligt Bullseye in het ziekenhuis, en is blijkbaar nog steeds in staat een injectienaald met genoeg accuraatheid te werpen om een vlieg in de lucht te raken.

- Bullseye was een vijand in het Punisher videospel voor de PS2 en Xbox uit 2005.

- Bullseye komt ook voor in het videospel Marvel: Ultimate Alliance. Hij is hierin een vijand in de stripboekmissies van Daredevil en Elektra.

- Bullseye is ook een verkrijgbaar personage in het tablet-spel 'Marvel Puzzle Quest : Dark Reign'. Waar hij verkrijgbaar is in zijn Dark Avengers Hawkeye costuum

- Bullseye is ook een speelbaar personage in het android-spel 'Marvel's Future Fight'.

### Marvel Cinematic Universe
Sinds 2018 verschijnt Bullseye in het Marvel Cinematic Universe, waarin die gespeeld wordt door Wilson Bethel. Bullseye zijn alter-ego hierin is agent Benjamin "Dex" Pointdexter. Hij verschijnt in de volgende serie:
- Daredevil (2018) (Netflix)
- Daredevil: Born Again (2025) (Disney+)

In de derde Deadpool film Deadpool & Wolverine uit 2024 verschijnt een Bullseye variant in de Void van het Marvel Cinematic Universe, gespeeld door  Curtis Rowland Small. De versie van Bullseye is gebaseerd op de variant van Colin Farrell uit Daredevil (2003). Hierin werkt hij voor Cassandra Nova.